# Área metropolitana Centro Occidente
El área metropolitana Centro Occidente es una conurbación colombiana, ubicada en el departamento de Risaralda. Se encuentra en el valle del río Otún (con 346 km de longitud y el más importante de la cuenca y la principal fuente de abastecimiento de agua para la ciudad de Pereira). Integrada por su municipio principal Pereira y los municipios periféricos Dosquebradas y La Virginia; tiene 787.670 habitantes. Su núcleo económico y político también es el municipio de Pereira.
Fue creada entre los municipios de Pereira y Dosquebradas por medio de la Ordenanza N.º 001 del 15 de diciembre de 1981, posteriormente se integra el municipio de La Virginia  por la Ordenanza 14 de marzo de 1991.

## Área metropolitana
Está conformada los municipios de Pereira, Dosquebradas y La Virginia. pertenecientes al departamento de Risaralda, los cuales se encuentran inscritos en la cuenca alta del río Otún y posee una extensión de 846 km². Fue creada mediante la Ordenanza N.º 020 del 15 de diciembre de 1981 por la Asamblea de Risaralda, en la cual se ponía en funcionamiento un área metropolitana, conformada por Pereira, como gran centro urbano o núcleo principal y las poblaciones contiguas de Dosquebradas y La Virginia.
En el año de 1984, se expidió la ordenanza N.º 048 en la cual se autoriza la entrada del municipio de La Virginia al Área Metropolitana de Pereira, lo cual fue formalizado el 2 de marzo de 1985, con el Decreto 0332 “Por el cual se integra el municipio de La Virginia al Área Metropolitana de Pereira”.
La Ordenanza 020 fue modificada en 1991 por la Ordenanza N.º 14 del 26 de marzo de 1991, para establecer los municipios adscritos: Pereira, Dosquebradas inicialmente y con posterioridad el municipio de La Virginia.

## Demografía del área metropolitana
La población del Área Metropolitana es de 787.670 habitantes de la zona urbana y rural, distribuida del modo siguiente:
| Pereira                                                                | 66001 | 702   | 510.000 |
| Dosquebradas                                                           | 66170 | 70,8  | 238.600 |
| La Virginia                                                            | 66400 | 33    | 39.070  |
| Total                                                                  | —     | 805,8 | 787.670 |
| Censo Poblacional y de Vivienda realizado por el DANE para el año 2018 |       |       |         |

Dado que la población total del Departamento de Risaralda es de 968.626 habitantes, en el Área Metropolitana de Pereira vive el 76% de los risaraldenses.

## Economía
El área metropolitana de Pereira está compuesta por los municipios de Dosquebradas y La Virginia. Siendo así una de las ciudades más importantes de Colombia con un gran crecimiento en los últimos años. Su economía es basada en el café, la ganadería, la fabricación de muebles, calzado, ropa entre otros.